# Плопана (комуна)
Плопана (рум. Plopana) — комуна у повіті Бакеу в Румунії. До складу комуни входять такі села (дані про населення за 2002 рік):
- Іцкань (302 особи)
- Будешть (514 осіб)
- Дорнень (40 осіб)
- Плопана (967 осіб)
- Русеній-Резеші (227 осіб)
- Русеній-де-Сус (212 осіб)
- Стреміноаса (482 особи)
- Фунду-Тутовей (593 особи)

Комуна розташована на відстані 264 км на північ від Бухареста, 25 км на північний схід від Бакеу, 59 км на південний захід від Ясс.

## Населення
За даними перепису населення 2002 року у комуні проживали 3337 осіб.
Національний склад населення комуни:
| Національність   | Кількість осіб | Відсоток |
| ---------------- | -------------- | -------- |
| румуни           | 3319           | 99,5%    |
| цигани           | 14             | 0,4%     |
| росіяни-липовани | 3              | 0,1%     |
| угорці           | 1              | < 0,1%   |

Рідною мовою назвали:
| Мова      | Кількість осіб | Відсоток |
| --------- | -------------- | -------- |
| румунську | 3324           | 99,6%    |
| циганську | 13             | 0,4%     |

Склад населення комуни за віросповіданням:
| Релігія       | Кількість осіб | Відсоток |
| ------------- | -------------- | -------- |
| православні   | 3211           | 96,2%    |
| бретрени      | 44             | 1,3%     |
| лютерани      | 31             | 0,9%     |
| адвентисти    | 25             | 0,7%     |
| старообрядці  | 13             | 0,4%     |
| римо-католики | 10             | 0,3%     |
| п'ятдесятники | 3              | 0,1%     |